# Biologia mèdica
La biologia mèdica és un camp de la biologia que té aplicacions pràctiques en la medicina, la salut and diagnòstics de laboratori. Inclou moltes disciplines biomèdiques i àrees d'especialitat que normalment contenen el "bio-" com a prefix, tals com:
- biologia molecular, bioquímica, biofísica, biotecnologia, biologia cel·lular, embriologia,
- nanobiotecnologia, enginyeria biològica, biologia mèdica de laboratori,
- citologia, citogenètica, genètica, teràpia gènica,
- bioinformàtica, bioestadística, biologia de sistemes,
- microbiologia, virologia, parasitologia,
- Fisiologia, patologia,
- toxicologia, i molts altres que solen afectar les ciències de la vida tal com s'aplica a medicina.